# NGC 1458
NGC 1458 je galaksija u zviježđu Eridan.

## Vanjske poveznice
- SEDS: NGC 1458